# Seznam avstralskih filozofov
Seznam avstralskih filozofov.

## A
- Samuel Alexander
- John Anderson (filozof)
- David Malet Armstrong

## B
- Andy Blunden
- John Burnheim

## C
- David Chalmers
- Rafe Champion
- Gregory Currie
- Jean Curthoys

## D
- Eric D'Arcy

## F
- John Finnis

## G
- Raimond Gaita

## H
- Donald Horne
- Alfred Howitta (antropolog)

## J
- Frank Cameron Jackson

## K
- Eugene Kamenka
- John Keane (avstralsko-angl. politični teoretik)
- Frank Knopfelmacher

## M
- J. L. Mackie
- Freya Mathews
- H. J. McCloskey
- William Mitchell (filozof)

## P
- Val Plumwood
- Graham Priest

## S
- Peter Singer
- J. J. C. Smart
- Michael Smith (filozof)
- David Stove
- Richard Sylvan

## W
- Austin Woodbury